# Біла Воложка
Біла Воло́жка (рос. Белая Воложка, чув. Шуршу) — присілок у складі Яльчицького району Чувашії, Росія. Входить до складу Великотаябинського сільського поселення.
Населення — 217 осіб (2010; 281 у 2002).
Національний склад:
- чуваші — 100 %